# نهائي كأس فرنسا 2013
نهائي كأس فرنسا 2013 هي المباراة النهائية من منافسة كأس فرنسا 2012–13، أقيمت المباراة في 31 مايو 2013، في ملعب فرنسا، بين فريقي جيروندان بوردو، ونادي إيفيان، وفاز فيها جيروندان بوردو، بعد أن هزم نادي إيفيان، بنتيجة 3 - 2، وكان حكم المباراة فريدي فوتريل، وحضر المباراة 77000 شخصاً.

## تفاصيل المباراة
لعبت المباراة النهائية في 31 مايو 2013.
| جيروندان بوردو                                         | 3 -2 | نادي إيفيان                   |
| ------------------------------------------------------ | ---- | ----------------------------- |
| شيخ دياباتي 39 ' · هنري سايفيت 53 ' · شيخ دياباتي 89 ' |      | يانيك ساغبو 51 ' · No ID 70 ' |